# 2017年12月

## 12月1日
- 韓國軍隊成立「對朝斬首行動特殊任務旅」，該特種旅將在軍情告急時，「直搗平壤消滅」朝鮮勞動黨委員長金正恩及朝軍首腦機關[1]。
- 日本政府宣佈天皇明仁將於2019年4月30日退位[2]。
- 2018年國際足協世界盃的分組抽籤在莫斯科克里姆林宮舉行[3]。
- 美国向世界贸易组织遞交正式聲明反对授予中国市场经济地位，認為其經濟開放進程已放緩或被逆轉[4]。

## 12月2日
- 美国参议院星期六凌晨以51票赞成对49票反对通过參議院版本的《2017年减税与就业法案》，該版本需要與众议院早前通过的法案版本调整一致，再分别送交参众两院通过，方能送交总统签署[5]。

## 12月4日
- 也門胡塞武装组织宣稱已殺死也門前總統阿里·阿卜杜拉·萨利赫[6]。

## 12月5日
- 澳洲總理特恩布爾（Malcolm Turnbull）表示，將會向國會提交新法案，立法禁止來自海外的政治捐獻[7]。
- 国际奥林匹克委员会決定禁止俄罗斯作为国家参加即将在韩国平昌举行的冬季奥运会，但表示俄罗斯运动员个人可以用“来自俄罗斯的奥林匹克运动员”的身份参加比赛[8]。

## 12月6日
- 俄羅斯現任總統弗拉基米尔·普京宣佈將會角逐2018年俄罗斯总统选举[9]。
- 美國总统唐納德·川普宣佈美国正式承认耶路撒冷为以色列的首都[10]。

## 12月8日
- 刚果民主共和国軍方宣稱反政府武裝「民主同盟軍」於12月7日晚在北基伍省與聯合國維和部隊交火以來，已有超過70名反政府武裝分子被擊斃。維和部隊有至少15名坦桑尼亚籍人員被殺[11]。
- 面對南加州山火蔓延，美國總統唐納德·川普宣佈加州進入緊急狀態[12]。

## 12月9日
- 伊拉克政府宣佈已解放所有被伊斯兰国佔領的國土[13]。

## 12月10日
- 芝加哥期權交易所成為全球第一間提供比特币期货買賣的主要交易所[14]。

## 12月11日
- 沙特阿拉伯政府宣佈即時取消逾35年的商業戲院禁令，預料新戲院可於2018年3月出現[15][16]。
- 拉胡爾·甘地當選印度国民大会党主席[17]。
- 美国纽约时报广场附近的時報廣場-42街／港務局客運總站車站遭受自制炸弹袭击（英语：2017 New York City attempted bombing），包含袭击者在内，5人受伤[18][19]。
- 美國總統唐納德·川普命令美国国家航空航天局恢復2011年暂停的载人太空探索计划，並宣佈美国宇航员将再次踏上月球[20]。
- 第75届金球奖提名名单公布[21]。

## 12月13日
- 伊斯兰合作组织宣佈承認东耶路撒冷為巴勒斯坦國首都[22]。
- 挪威完成數碼廣播轉型，成為全球首個完全關閉國營公共廣播機構FM廣播的國家[23]。

## 12月14日
- 美国联邦通信委员会（FCC）废除网络中立规则（net neutrality rules），将放松对大型电信公司的监管，使得这些公司对于网络用户能够看到什么拥有更大的操控权[24]。
- 华特迪士尼公司宣佈以價值524億美元的股份加上承擔137億美元債務為代價，收購二十一世紀福斯的大部分業務，此次收購需要得到監管機構及兩間公司的股東批准後方可落實[25]。

## 12月15日
- 印度尼西亚西爪哇省当日深夜发生Mw6.9级强烈地震，造成至少2人死亡[26]。

## 12月17日
- 智利前總統塞巴斯蒂安·皮涅拉在2017年智利總統選舉次輪投票取得逾54%選票，當選下任智利總統[27]。

## 12月18日
- 印度古吉拉特邦和喜马偕尔邦邦議會選舉結果公佈，印度人民党在該兩邦取得過半數席位[28]。
- 奥地利人民党領袖塞巴斯蒂安·库尔茨就任奥地利总理[29]。
- 美國國土安全顧問托马斯·博塞特在《華爾街日報》網站撰文，指稱北韓需要對2017年中發生的大規模WannaCry攻擊負責[30]。
- 一列美铁旅客列车在5号州际公路华盛顿州皮尔斯县段的路轨上脱轨（英语：2017 Washington train derailment），造成至少3人死亡，77人受伤。列车隶属于瀑布特急列车（英语：Amtrak Cascades）公司，于当天早上从塔科马发车[31]。

## 12月19日
- 王炳忠等四名臺灣新黨青年委員會的成員涉嫌違反《中華民國國安法》，遭中華民國法務部調查局幹員持臺北地檢署的搜索票搜索住處並帶走調查。[32][33]

## 12月20日
- 韩国情报部门人士指出，朝鲜开始试验在洲际弹道导弹上装载炭疽菌，包括测试炭疽菌能在导弹重返大气层所产生的高温底下存活。[34]
- 欧盟公布反倾销新法规，并在报告中点名中国为需要特别关注的国家，指出中国的国家干预，使市场经济遭到严重扭曲[35]。
- 中央經濟工作會議在北京舉行，中共中央總書記習近平和國務院總理李克強發表重要講話，會議首次提出習近平新時代中國特色社會主義經濟思想。[36]

## 12月21日
- 2017年加泰隆尼亞議會選舉進行投票[37]。
- 韓國堤川市一運動中心發生火災，造成至少29人死亡，26人受傷。[38]

## 12月22日
- 西班牙加泰羅尼亞自治區議會選舉結束，支持當地獨立的多個政黨合計取得議會過半數議席，前自治區主席普伊格德蒙特（Carles Puigdemont）在選舉後呼籲西班牙政府展開對話[39][40]。
- 美國總統唐納德·川普簽署《2017年减税与就业法案》[41]。

## 12月24日
- 聯合國大會通過決議,敦促緬甸政府停止針對羅興亞族群的武裝迫害，並要求聯合國為羅興亞危機派遣特使加強關注事態發展動向，與會的中國和俄羅斯兩國代表則對該決議草案投下反對票[42]。
- 秘魯總統佩德罗·巴勃罗·库琴斯基以健康理由特赦在2009年被判入獄25年的秘魯前總統阿尔韦托·藤森[43]。
- 颱風天秤在菲律宾已造成至少230人喪生[44]。

## 12月25日
- 俄罗斯中央选举委员会宣佈計劃參加2018年總統選舉的反對派政客阿列克謝·納瓦爾尼不符合參選資格[45]。

## 12月26日
- 2017年利比里亞總統選舉進行第二輪投票[46]。

## 12月28日
- 在點算98.1%的選票後，前世界足球先生乔治·维阿在2017年利比里亞總統選舉第二輪投票以61.5%的得票率大幅拋離對手[47]。

## 12月31日
- 伊朗多个城市持续的自2009年以来最大规模的示威遊行达至第4天，据报有2人死亡、数十人被捕[48]。
- 刚果民众示威游行反对总统约瑟夫·卡比拉（Joseph Kabila）拒不卸任，遭到刚果安全部队镇压，造成7人在首都金沙萨死亡，1人在中部城市卡南加死亡，另有十余人被捕。刚果政府就此下令在全国范围内无限期关闭互联网[49]。